# Daniel Schönpflug
Daniel Schönpflug (* 29. Juli 1969 in Bochum) ist ein deutscher Historiker. Er ist seit 2016 apl. Professor für Geschichte der Freien Universität Berlin und seit 2015 Wissenschaftlicher Koordinator des Wissenschaftskollegs zu Berlin. Sein Arbeitsgebiet ist die europäische Geschichte des 18. bis 20. Jahrhunderts.

## Werdegang
1988 legte Schönpflug sein Abitur an der Lilienthal-Oberschule in Berlin-Lichterfelde ab. An der Freien Universität Berlin nahm er im Jahr darauf das Studium der Geschichte und Germanistik (1989–1994) auf, das er von 1991 bis 1992 an der Université Paul Valéry in Montpellier (Frankreich) fortsetzte und 1995 an der Technischen Universität Berlin mit der Magisterprüfung abschloss. Auf Grundlage der Dissertation Der Weg in die Terreur. Radikalisierung und Konflikte im Straßburger Jakobinerclub wurde Daniel Schönpflug im Dezember 1999 an der Technischen Universität Berlin zum Dr. phil. promoviert. Die Arbeit wurde von  Volker Hunecke betreut; Etienne François war Zweitgutachter. In seiner Habilitationsschrift beschäftigte sich der Historiker mit der Geschichte Preußens: Die Heiraten der Hohenzollern. Verwandtschaft, Politik und Ritual im europäischen Kontext 1648–1918. Das Habilitationsverfahren fand 2009 an der Freien Universität Berlin seinen Abschluss.
Von 1997 bis 2001 war Daniel Schönpflug am Arbeitsbereich für westeuropäische Geschichte des Friedrich-Meinecke-Instituts der FU Berlin am Lehrstuhl für westeuropäische Geschichte (Gisela Bock) tätig. Es folgte eine wissenschaftliche Assistenz am selben Lehrstuhl (2001–2008). Von 2008 bis 2015 wirkte Schönpflug als stellvertretender Direktor des Centre Marc Bloch in Berlin. Im Wintersemester 2010/11 übernahm er zusätzlich die Vertretung des Lehrstuhls Europäische Geschichte des 19. Jahrhunderts an der Humboldt-Universität zu Berlin. Seit 2015 arbeitet er als Wissenschaftlicher Koordinator des Wissenschaftskollegs zu Berlin.
Daniel Schönpflug war von 2012 bis 2017 Verbundkoordinator des deutsch-französischen Forschungsprojektes Saisir l´Europe – Europa als Herausforderung, in dessen Rahmen er gemeinsam mit Falk Bretschneider die Arbeitsgruppe Urbane Gewalträume leitete. Seit 2015 ist er Mitglied im Wissenschaftlichen Beirat des Centre d'études interdisciplinaires sûr L'Allemagne in Paris sowie seit 2017 im Beirat des Projektes Luxury, Fashion and Social Status in Early Modern South-Eastern Europe des European Research Council, das am New Europe College in Bukarest beheimatet ist. Darüber hinaus wirkt er seit 2002 im Comité de lecture der Zeitschrift La Révolution française (seit 2002) und ist seit 2018 Redaktionsmitglied der Zeitschrift für Ideengeschichte.
Stipendien und Auszeichnungen
Daniel Schönpflugs Engagement für die deutsch-französischen Wissenschaftsbeziehungen wurde 2010 mit dem renommierten Gay-Lussac-Humboldt-Preis (Prix franco-allemand Gay-Lussac-Humboldt) ausgezeichnet, der seit 1981 von der Humboldt-Stiftung und dem Ministerium für nationale Bildung, Hochschulbildung und Forschung (Ministère de la recherche et de l´éducation supérieure) in Frankreich vergeben wird.
Er war Gastdozent am Institut d´Histoire de la Révolution française der Sorbonne in Paris (2003/2004), erhielt ein John F. Kennedy Memorial Stipendium am Minda de Gunzburg Center for European Studies der Harvard-Universität in Massachusetts/USA (2004/2005) und war mehrfach Stipendiat an den Deutschen Historischen Instituten Paris und London.

## Wissenschaftsvermittlung
2010 erschien Daniel Schönpflugs erstes Werk für ein breites Lesepublikum: Luise von Preußen. Königin der Herzen. In der Biografie zeichnete er ein neues Bild der Königin, die mit 34 Jahren starb. Der australische Historiker Christopher Clark schrieb in der ZEIT: „Königin Luise von Preußen war ganz anders, als oft behauptet. (...) Sie war, wie der Berliner Historiker Daniel Schönpflug in seiner eleganten, intelligenten Biografie der Königin darlegt, eine Schauspielerin auf der Bühne der Macht.“ Für den szenischen Dokumentarfilm Luise. Königin der Herzen, der 2009 erstmals bei Arte ausgestrahlt wurde, verfasste er gemeinsam mit Regisseur Georg Schiemann das Drehbuch. Für das Magazin Spiegel Geschichte schrieb er 2011 einen umfassenden Artikel über die preußische Königin mit dem Titel Luise von Preußen – eine politische Königin.
Daniel Schönpflug schrieb zwei weitere Drehbücher: Am Skript für den Dokumentarfilm Die Macht der Leidenschaft. Karl August Fürst von Hardenberg arbeitete er gemeinsam mit Regisseur Gordian Maugg. Der Film wurde von LOOKSfilm für Arte und den NDR produziert und 2011 erstmals ausgestrahlt. 2013 folgte 1913: der letzte Tanz des Kaisers (Ko-Autor: Henning Holsten) für den NDR und Das Erste. Der Film schildert Europa am Vorabend des Ersten Weltkriegs. Aus Anlass der Hochzeit seiner Tochter Viktoria Luise lud Kaiser Wilhelm II den europäischen Hochadel nach Berlin, darunter seine Cousins, den britischen König Georg V. und den russischen Zaren Nikolaus II.
Im Herbst 2017 veröffentlichte Daniel Schönpflug im S. Fischer Verlag Kometenjahre. 1918: Die Welt im Aufbruch über das Ende des Ersten Weltkriegs und die Umbruchjahre, die folgten. Daniel Schönpflug schildert entlang der Lebenslinien seiner Protagonisten das Ringen um die Zukunft, das mit dem Kriegsende im November 1918 begann. Kometenjahre ist der literarische Teil des Multimedia-Projekts 18 – Clash of Futures unter der Federführung des Leipziger Produzenten Gunnar Dedio (LOOKSfilm), zu dem die achtteilige dokumentarische Dramaserie Krieg der Träume von Jan Peter und Frédéric Goupil gehört, die im Herbst 2018 bei Arte und in Das Erste erstmals ausgestrahlt werden soll, sowie das gleichnamige Theaterstück des Landestheaters Salzburg (Uraufführung am 4. Februar 2018), eine vierteilige Hörfunkserie (Federführung SWR2), mehrere Ausstellungen in ganz Europa und ein Online-Projekt. In der Entwicklung der TV-Serie war Daniel Schönpflug als historischer Fachberater tätig.
Er wirkte seit 2005 in mehreren Dokumentationen und dokumentarischen Reihen von Produktionsfirmen wie LOOKSfilm und Fernsehsendern wie Arte, Das Erste und ZDF als Experte und Interviewpartner mit. So war er sowohl Fachberater als auch Ko-Autor des Drehbuchs für die vierteilige Dokumentation Napoleon und die Deutschen über Aufstieg und Fall des französischen Kaisers für MDR, WDR und Arte (2006). Als Interviewpartner war er in der szenischen Dokumentarfilmreihe Frauen, die Geschichte machten zu sehen, eine Produktion für Arte und ZDF, die im Dezember 2013 erstmals ausgestrahlt wurde. Ebenfalls im Dezember 2013 war Daniel Schönpflug Interviewpartner in der zehnteiligen Dokumentarfilm-Reihe Geliebte Feinde – Die Deutschen und die Franzosen mit Annette Frier und Antonia de Rendinger bei Arte. Die Reihe wurde 2014 für den Deutschen Fernsehpreis nominiert (Kategorie: Bester Mehrteiler Dokumentation). Es folgten der Arte-Vierteiler Paris – Berlin. Nachbarschaftsgeschichten von Frédéric Wilner (2015), der Zehnteiler Ach, Europa! (2017) für Arte und ZDF – ebenfalls mit Annette Frier und Antonia de Rendinger – und im Oktober 2017 Napoleons deutscher 007: Karl Ludwig Schulmeister (Arte).

## Veröffentlichungen

### Monografien
- Der Weg in die Terreur. Radikalisierung und Konflikte im Straßburger Jakobinerclub 1790–1795, R. Oldenbourg, München 2002, ISBN 978-3-486-56588-1.
- Luise von Preußen. Königin der Herzen, C. H. Beck Verlag, München 2010, ISBN 978-3-406-61664-8.
- Die Heiraten der Hohenzollern. Verwandtschaft, Politik und Ritual in Europa 1640–1918 (= Kritische Studien zur Geschichtswissenschaft, Band 207), Vandenhoeck & Ruprecht, Göttingen 2013, ISBN 978-3-525-37030-8.
- Kometenjahre. 1918. Die Welt im Aufbruch, S. Fischer Verlage, Frankfurt 2017, ISBN 978-3-10-002439-8 (Übersetzungen: Englisch, Französisch, Italienisch, Portugiesisch, Holländisch, Dänisch, Schwedisch, Russisch, Chinesisch, Koreanisch).

### Herausgeberschaften
- mit Jürgen Voss: Révolutionnaires et Emigrés. Migration und Transfer zwischen Frankreich und Deutschland 1789–1806, Jan Thorbecke Verlag, Stuttgart 2002, ISBN 978-3-7995-7450-1.
- mit Gisela Bock: Friedrich Meinecke in seiner Zeit. Studien zu Leben und Werk, Franz Steiner Verlag, Berlin 2006, ISBN 978-3-515-08962-3.
- mit Martin Aust: Vom Gegner lernen. Feindschaften und Kulturtransfer im Europa des 19. und 20. Jahrhunderts, Campus-Verlag, Frankfurt am Main 2007, ISBN 978-359338442-9.
- mit Martin Schulze Wessel: Redefining the Sacred. Religion in the French and Russian Revolutions, Peter Lang, Berlin 2012, ISBN 978-3-631-57218-4.
- mit Felix Heidenreich: Politische Kommunikation. Von der klassischen Rhetorik bis zur Mediendemokratie, Lit Verlag, Münster 2012, ISBN 978-3-643-11742-7.
- mit Oliver Janz: Gender History in a Transnational Perspective, Berghahn Books, New York 2014, ISBN 978-1-78238-274-4.
- mit Fabien Jobard: Politische Gewalt im urbanen Raum, de Gruyter, Berlin 2019, ISBN 978-3-11-065361-8.